# Omar Faiek Shennib

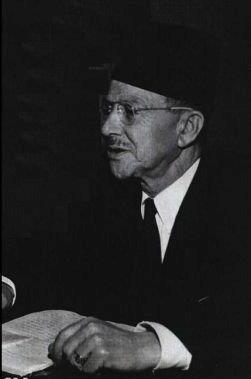
Retrato de Omar al Fayek Shennib.

Omar al Fayek Shennib (Omar Faiek Shennib, Omar Shannib, Omar Shannaib, n. en Derna, actual Libia, entonces provincia del Imperio otomano en 1883– m. en Trípoli, Libia, el 28 de julio de 1953) fue un político libio que desempeñó los cargos de Ministro de Defensa, Jefe de la Casa Real y Vicepresidente de la Asamblea Nacional de Libia bajo el reinado del Rey Idris Al Senussi. Es el diseñador de la bandera de Libia.

## Delegación cirenaica de 1941 ante las Naciones Unidas
Shennib sirvió como presidente de la delegación cirenaica ante las Naciones Unidas en el periodo de postguerra y fue instrumento en la creación de un estado libio unificado en los años inmediatamente siguientes a la Segunda Guerra Mundial (1939-1945) y a la derrota del Eje Roma-Berlín-Tokio en la costa norteafricana. Junto con Idris, Shennib formó parte de la delegación de 1941 ante las Naciones Unidas ante la cual se expuso el caso para la unificación de las tres regiones tradicionales de Cirenaica, Fezzan y Tripolitania dentro de la nación estado de Libia. Al declararse la independencia del país el 24 de diciembre de 1951 fue nombrado Jefe de la Casa Real.

## Independencia y bandera de Libia
Omar Faiek Shennib es acreditado por haber diseñado la bandera de Libia: esta  representó al país de 1951 a 1969 y fue adoptada por el movimiento prodemocracia durante la rebelión de 2011. Según las memorias de Adrian Pelt, comisionado de la ONU para Libia (1949-1951), “durante las reuniones de la Convención Nacional Constitucional, un papel con el dibujo de una bandera nacional propuesta fue presentada a la convención por Omar Faiek Shennib (distinguido miembro de la delegación por Cirenaica). El diseño estaba compuesto de tres colores; rojo, negro y verde, con una creciente y estrella centradas en medio de la franja negra. El señor Shennib informó a los delegados que su diseño tiene el aval de Su Alteza el Emir de Cirenaica, Rey Idris (que posteriormente se convirtió en rey de Libia). La asamblea subsecuentemente aprobó su diseño.”

## Vicepresidente de la Asamblea Nacional de Libia
Shennib sirvió como Vicepresidente de la Asamblea Nacional de Libia hasta su muerte en 1953, y fue signatario para la primera y única constitución de su país (como enmendada en 1961).